# Варні (Франція)
Варні́ (фр. Wargnies) — муніципалітет у Франції, у регіоні О-де-Франс, департамент Сомма. Населення — 82 особи (01.01.2021).
Муніципалітет розташований на відстані близько 135 км на північ від Парижа, 16 км на північ від Ам'єна.

## Демографія
Динаміка населення (Insee ):

## Економіка
2010 року серед 54 осіб працездатного віку (15—64 років) 42 були активними, 12 — неактивними (показник активності 77,8%, у 1999 році було 72,1%). З 42 активних мешканців працювали 42 особи (23 чоловіки та 19 жінок), безробітними було 0 (0 чоловіків та 0 жінок). Серед 12 неактивних 6 осіб було учнями чи студентами, 4 — пенсіонерами, 2 були неактивними з інших причин.